# Lucas Samaras

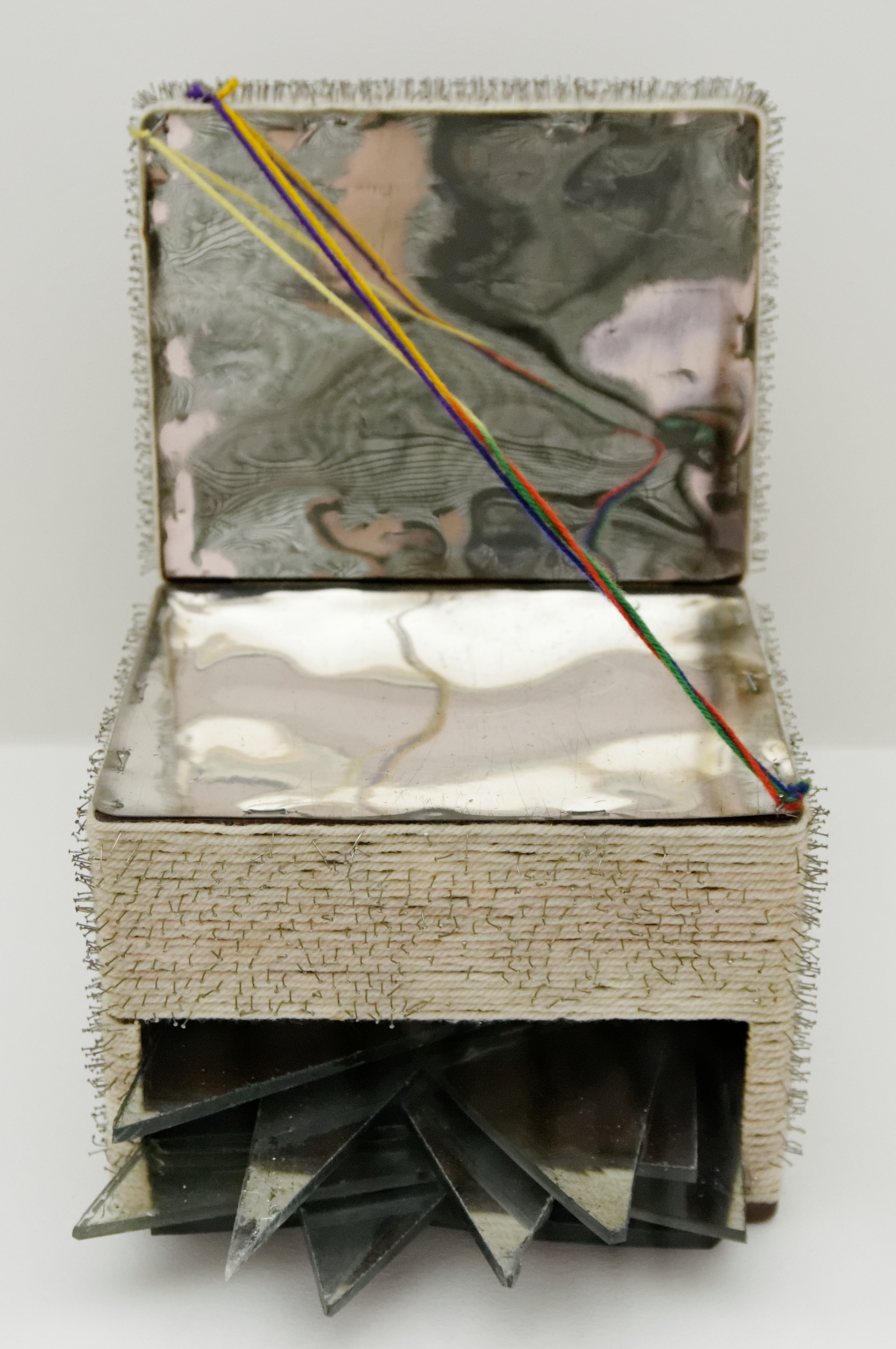
Box Lucas Samaras, Tate Modern

Lucas Samaras (14. září 1936 – 7. března 2024) byl americký fotograf, sochař a malíř řeckého původu.

## Životopis
Samaras se narodil v Kastorii v Řecku 14. září 1936.  Studoval na Rutgers University na stipendiu, kde se setkal s Allanem Kaprowem a Georgem Segalem.

## Kariéra
Samaras se účastnil Kaprowových „Happenings“ a pózoval pro Segalovy sádrové sochy. Claes Oldenburg, na jehož Happeningech se také podílel, později odkazoval na Samarase jako na jednoho z představitelů „škol New Jersey“, do které patřili také Kaprow, Segal, George Brecht, Robert Whitman, Robert Watts, Geoffrey Hendricks a Roy Lichtenstein. Samaras se dříve věnoval malbě, sochařství a performance, než začal pracovat ve fotografii. Následně vytvořil prostředí místností, které obsahovalo prvky z jeho vlastní osobní historie. Jeho „Auto-Interviews“ byly sérií textových prací, které byly „sebe-zkoumací“ rozhovory. Primárním námětem jeho fotografické tvorby je jeho vlastní sebeobraz, obecně zkreslený a zmrzačený. Pracoval s multimediálními kolážemi a manipulací s mokrými barvivy ve fotografickém filmu Polaroid, aby vytvořil to, co nazývá „foto-transformace“. O rozmanité povaze a výstupu jeho díla umělecká novinářka New York Times Grace Gluecková v roce 1996 řekla: „zdá se, že není jeden Lucas Samaras, ale několik umělců tohoto jména.“ 
Samarase zastupovala od roku 1965 Pace Gallery.  Reprezentoval Řecko na 53. Benátském bienále v roce 2009 s multiinstalací „PARAXENA“ v řeckém pavilonu v Giardini. Samarasova socha Stiff Box 12 je od roku 1997 před Muzeem umění Michiganské univerzity. Byl předmětem několika portrétů od Chucka Closea v médiích včetně malby, daguerrotypie a tapisérie.
Samaras zemřel na komplikace po pádu v New Yorku 7. března 2024 ve věku 87 let.